# Desintegrante
Os desintegrantes ou desagregantes são excipientes que auxiliam na ruptura do invólucro de cápsulas, na desagregação de comprimidos, facilitando a distribuição do seu conteúdo no órgão de destino.
 Exemplos: amido glicolato de sódio, talco pré-gelatinizado, croscarmelose.